# Pamba (bướm)
Pamba là một chi bướm ngày thuộc họ Bướm nâu.